# Ónio
O sufixo -ónio (português europeu) ou -ônio (português brasileiro) refere-se a um estado de ligação entre uma partícula e uma antipartícula. Elas são usualmente nomeados com o nome da partícula constituinte e com o sufixo -ônio. Contudo, apesar do seu nome, o muônio nao é um ônio constituído por um par múon-antimúon porque a IUPAC deu esse nome ao sistema em que um antimúon esta associado a um elétron. o ônio do par múon-antimúon pode ser nomeado de muonônio.

## Exemplos
O positrônio é um onio que consiste de um elétron e um pósitron ligados juntos em um metaestado de relativa longa vida. O positrônio tem sido estudado desde a década de 1950 para o entendimento de estados de ligação no campo da teoria quântica. Um desenvolvimento recente chamado de eletrodinâmica quântica não relativística (NRQED) usou esse sistema como um campo de provas. 
Piônio é um estado de ligação de dois píons de cargas opostas, é interessante para a exploração da interação forte. Isso pode também ser verdadeiro para o protônio. Os verdadeiros análogos do positrônio na teoria das interações fortes, no entanto, não são átomos exóticos, mas alguns mésons, os estados de quarkonio, que são feitas de um quark pesado, como o quark charme ou quark bottom e seu antiquark bottom(Top quarks são tão pesados que se deterioram através da força fraca antes que eles possam se ligar criando partículas compostas). A exploração desses estados através da não-relativista cromodinâmica quântica (NRQCD) e a grade QCD são testes cada vez mais importantes da cromodinâmica quântica.
Compreender os estados ligados de hádrons como piônio e protônio também é importante, a fim de esclarecer as noções relacionadas com os hádrons exóticos, tais como as moléculas mesônicas e o pentaquark.